# Fengshi (socken i Kina)
Fengshi (kinesiska: 凤石乡, 凤石) är en socken i Kina. Den ligger i provinsen Sichuan, i den sydvästra delen av landet, omkring 240 kilometer öster om provinshuvudstaden Chengdu. Antalet invånare är 8 019. Befolkningen består av 3 862 kvinnor och 4 157 män. Barn under 15 år utgör 15,0 %, vuxna 15-64 år 70 %, och äldre över 65 år 13,0 %.
Genomsnittlig årsnederbörd är 1 469 millimeter. Den regnigaste månaden är september, med i genomsnitt 284 mm nederbörd, och den torraste är december, med 11 mm nederbörd.